# Ingen engel
Ingen engel er det fjerde studiealbum og det tredje dansksprogede album fra den danske sangerinde Sanne Salomonsen. Albummet udkom i 1987 på Virgin Records.

## Spor
Alt tekst skrevet af Michael Falch. 
| 1. | "La la tiden gå"           | Sanne Salomonsen                         | 3:25 |
| 2. | "Hva' mon imorgen har med" | Jude Johnstone, Stephen Feldman          | 4:51 |
| 3. | "En mand er en mand"       | Salomonsen                               | 4:17 |
| 4. | "Den øde ø"                | Salomonsen                               | 3:53 |
| 5. | "Stemmen fra mit hjerte"   | Salomonsen                               | 4:02 |
| 6. | "Ned ad natten"            | Salomonsen                               | 5:45 |
| 7. | "Vi gør det med hinanden"  | Mats Ronander, Henrik Janson, Salomonsen | 3:56 |
| 8. | "Lys over land"            | Salomonsen, Aske Jacoby                  | 4:22 |
| 9. | "Postkort fra paradis"     | Salomonsen                               | 3:18 |

Alt tekst skrevet af Mats Ronander. 
| 10. | "Gonna Love You"        | Salomonsen | 3:22 |
| 11. | "For Your Love"         | Salomonsen | 5:28 |
| 12. | "Coming from My Heart"  | Salomonsen | 4:02 |
| 13. | "My Lights Still Shine" | Salomonsen | 3:54 |

## Medvirkende
- Tony Taverner – producer
- Aske Jacoby – guitar
- Mats Ronander – guitar
- Micky Moody – slide guitar
- Cozy Powell – trommer
- Peter Andersen – trommer (spor 6, 7)
- Adrian Lee – keyboards
- Morten Kærså – keyboards (spor 6, 7)
- Sanne Salomonsen – yderligere keyboards
- Neil Murray – bas
- Christian Dietl – bas (spor 6, 7)
- Jacob Andersen – percussion (spor 6, 7)
- Steve Gregory – saxofon
- Jørgen Thorup – kor
- Søs Fenger – kor
- Lis Damm  – kor